# Kleintreben
Kleintreben ist eine mit Fockendorf verschmolzene Ortslage im Landkreis Altenburger Land in Thüringen.

## Lage
Kleintreben befindet sich unmittelbar östlich von Treben und nordwestlich von Fockendorf, zu dessen Agglomeration der Ort gehört. Die Gemarkungen genannter Orte befinden sich im Altenburg-Zeitzer Lösshügelland am Rande der Leipziger Tieflandbucht. Die Pleiße fließt direkt an dem Ort vorbei.

## Geschichte
Für Treben ist die urkundliche Ersterwähnung am 24. September 1200 angegeben. Man unterscheidet nicht in beide Trebenorte.
Kleintreben gehörte wie Treben und Fockendorf zum wettinischen Amt Altenburg, welches ab dem 16. Jahrhundert aufgrund mehrerer Teilungen im Lauf seines Bestehens unter der Hoheit folgender Ernestinischer Herzogtümer stand: Herzogtum Sachsen (1554 bis 1572), Herzogtum Sachsen-Weimar (1572 bis 1603), Herzogtum Sachsen-Altenburg (1603 bis 1672), Herzogtum Sachsen-Gotha-Altenburg (1672 bis 1826). Bei der Neuordnung der Ernestinischen Herzogtümer im Jahr 1826 kam der Ort wiederum zum Herzogtum Sachsen-Altenburg. Nach der Verwaltungsreform im Herzogtum gehörte er bezüglich der Verwaltung zum Ostkreis (bis 1900) bzw. zum Landratsamt Altenburg (ab 1900). Das Dorf gehörte ab 1918 zum Freistaat Sachsen-Altenburg, der 1920 im Land Thüringen aufging. 1922 kam es zum Landkreis Altenburg.
Gemeinsam mit Fockendorf kam Kleintreben im Jahr 1952 mit dem Kreis Altenburg an den Bezirk Leipzig. 1990 wurde der Ort wieder thüringisch und gehörte seitdem zum Landkreis Altenburg, ab 1994 gehört er zum Landkreis Altenburger Land.

## Wirtschaft und Infrastruktur
Durch den Ort verläuft die Kreisstraße 227, die in Treben auf die B 93 führt. Im Ort existiert eine Gärtnerei.